# Chris Anker Sørensen
Chris Anker Sørensen (født 5. september 1984 i Hammel, død 18. september 2021 i Zeebrugge) var en dansk cykelrytter. Han blev i 2015 Danmarksmester i linjeløb, og han kørte derfor i Dannebrogstrøjen i 2015. Efter at have afsluttet sin cykelkarriere var han bl.a. ekspertkommentator på TV 2 i forbindelse med Tour de France 2017, 2018, 2019, 2020 og 2021.

## Karriere
I 1997 startede Chris Anker Sørensen med cykelløb i Hammel Cykle Klub. Den første sejr opnåede han i Odder. Team Designa Køkken fik i 2005 øjnene op for ham og tegnede kontrakt med ham. I tiden på dette hold vandt han det jysk-fynske mesterskab i landevejsløb. Dette og andre gode resultater gjorde Bjarne Riis interesseret, og han skrev kontrakt med Chris Anker Sørensen fra sæsonstart 2007,[kilde mangler] foreløbig for to år.
Den 9. august 2008 kørte den på det tidspunkt 23-årige cykelrytter sig til en 12. plads ved OL i landevejscykling i Beijing, Kina. Løbet blev vundet af spanieren Samuel Sanchez.
I 2009 fik Chris Anker Sørensen sin debut i verdens største cykelløb, Tour de France, hvor hans opgave især var at være hjælperytter for brødrene Schleck. Han viste flere gange sin styrke, når feltet skulle rives i stykker[kilde mangler] på de første kilometer af diverse stigninger.
Team Saxo Bank prøvede flere gange at gentage successen fra 2008, hvor det gang på gang lykkedes at køre ryttere som Evans, Menchov og Valverde agterud ved at sætte farten i vejret.[kilde mangler]
Under Touren i 2009 blev Chris Anker Sørensen for alvor kendt i den danske offentlighed med sine kommentarer til TV før og efter etaperne. Kommentarerne bragte hos nogle minder frem om en Jesper Skibby, der var kendt for sine mange humoristiske kommentarer. En af de mest kendte kommentarer var da han i 2010 blev spurgt, hvor mange kræfter han havde tilbage efter en etape; "Jeg har 27 kræfter tilbage" svarede Chris Anker Sørensen blot.
Chris Anker Sørensen afsluttede sæsonen 2009 ved at vinde Japan Cup, som var årets sidste løb. Han fik sin hidtil største sejr i karrieren, da han på 8. etape af Giro d'Italia 2010 kørte solo over målstregen som vinder efter et langt udbrud.[kilde mangler] Han var hjælperytter for Alberto Contador under Tour de France 2011.[kilde mangler]
I Contadors fravær i Tour de France 2012 var alle ryttere på Team Saxo Bank-Tinkoff Bank i høj grad løst fra pligter over for en kaptajn, og derfor meldte Chris ud, at han godt kunne tænke sig en etapesejr og/eller køre med om bjergtrøjen. Han vandt ikke en etape, men han var flere gange tæt på. Bjergtrøjen glippede også, til dels fordi han ikke besad accelerationerne til at følge Thomas Voeckler og Fredrik Kessiakoff, som han kæmpede om trøjen med. Han endte dog med at blive hyldet på podiet i Paris som vinder af angrebskonkurrencen, efter han havde fået en avis i forhjulet; da han forsøgte at fjerne den, fik han fingrene ind i egerne. Resten af Touren kørte han med smerter i hånden, men det lykkedes ham at slutte på en samlet fjortendeplads.[kilde mangler]
Chris Anker Sørensen blev ofte kaldt "Oksen fra Hammel", en reference til Bobby Olsen fra Drengene fra Angora der på mange måder mindede om Chris Anker Sørensen både i beskrivelse (Bjergrytter) og i stemmeleje.[kilde mangler]

## Død og minde
Chris Anker Sørensen døde den 18. september 2021 i Belgien, hvor han skulle have dækket VM i Cykling for TV2. Han blev ramt af en varevogn under en cykeltur og døde efterfølgende af sine kvæstelser.
Chris Anker Sørensen blev den 1. oktober 2021 begravet ved en privat ceremoni for familien og de nærmeste venner og bekendte.
Der blev iværksat en indsamling til hans familie, og han blev hyldet med store dekorationer og af sine medkommentatorer på TV2 under den danske del af Tour de France 2022.

## Grand Tours
| Grand Tour | 2007 | 2008 | 2009 | 2010 | 2011 | 2012 | 2013 | 2014 | 2015 | 2016 | I alt |
| ---------- | ---- | ---- | ---- | ---- | ---- | ---- | ---- | ---- | ---- | ---- | ----- |
| Giro       | -    | 28   | -    | 27   | -    | -    | -    | WD   | -    | -    | 2     |
| Etapesejre | -    | 0    | -    | 1    | -    | -    | -    | -    | -    | -    | 1     |
| Tour       | -    | -    | 34   | 69   | 37   | 14   | -    | -    | -    | 84   | 5     |
| Etapesejre | -    | -    | 0    | 0    | 0    | 0    | -    | -    | -    | 0    | 0     |
| Vuelta     | 19   | -    | -    | -    | 12   |      | 18   | 29   | -    |      | 4     |
| Etapesejre | 0    | -    | -    | -    | 0    | -    | 0    | 0    | -    | -    | 0     |